# José Campo-Arana
José Campo-Arana (Madrid, 1847-Madrid, 1885), poeta, periodista y autor dramático español del postromanticismo.

## Biografía
Abandonó la carrera militar para dedicarse a la literatura, llegando a ser el fundador del periódico satírico-literario Don Diego de Noche; usó el seudónimo "Juan Carranza" y colaboró en publicaciones como La Época y El Cronista. Fue el último censor de teatros y un poeta dotado de una gran inspiración, aunque su temprana muerte, afectado por la locura causada por el prematuro fallecimiento de su esposa, le obligó a retirarse al campo poco antes de morir y frustró las justificadas esperanzas que se habían puesto en él. Fallecido en Madrid el 5 de enero de 1885, fue enterrado en la sacramental de San Justo.
Primero de una saga de escritores, periodistas y poetas, fue padre del periodista José Campo Moreno, miembro de la primera redacción del diario ABC y abuelo del también periodista José Campo Cubillas, cronista de la Villa de Madrid y autor de obras tales como "Del Corral del Principe al Teatro Español" (prologado por Victorino Tamayo, dramaturgo y hermano de Manuel Tamayo y Baus) y "Cien Años de Madrid", editadas ambas por el taller de Artes Gráficas Municipales de Madrid en 1932.

## Obra
Escribió libros de poesía, de cuentos, de crítica literaria y teatro wn varios géneros. Recogió sus poemas en Impresiones (Madrid, 1876), donde se patentiza el influjo de Bécquer y de la mejor lírica alemana; había leído y traducido, además, al conde Giacomo Leopardi, como descubre su artículo "Feuchters-Leopardi-Schumann", publicado en la Revista de España, tomo 92. De poesía fundamentalmente elegíaca, su religiosidad era agónica y desesperada. Asimismo escribió algunas zarzuelas (La clave, con música de Caballero y compuesta con Miguel Ramos Carrión, 1875) y adaptó la María Estuardo de Friedrich Schiller (1879) y, junto al crítico Manuel Cañete, En esta vida todo es verdad y todo mentira (1879) de Pedro Calderón de la Barca. Escribió además con su amigo Ramos Carrión un "sainete lírico-feroz", El domador de fieras, con música de Francisco Asenjo Barbieri (1874), el drama lírico-musical sobre el descubrimiento de América titulado ¡Tierra! (1873), con música de Antonio Llanos, la revista cómico-lírica Madrid y sus afueras (1880), con música de Ruperto Chapí, las comedias Las penas del purgatorio y Las medias naranjas, y los juguetes cómicos Torrelaguna, Las orejas del lobo, Después de la boda, Perro 3, tercero izquierda, Los trapos de cristianar, Casado y con hijos, entre muchas otras piezas. Participó en el volumen de cuadros costumbristas Los españoles de hogaño con el artículo "La mamá de teatro".